# Brian Turner
Brian Turner (31 de julio de 1949) es un exfutbolista inglés nacionalizado neozelandés que jugaba como mediocampista o delantero. Es el tercer jugador que más goles hizo en la selección de Nueva Zelanda, además de ser el sexto que más partido jugó.

## Carrera
Debutó en el Mount Albert-Ponsonby en 1966, en dicho club no tuvo lugar entre los titulares y comenzó a rondar por clubes ingleses y neozelandeses pero sin encontrar mucha suerte. En 1970 llegó al Brentford FC de Inglaterra, donde jugó 92 partidos y marcó 9 goles hasta su partida, en 1972, al University-Mount Wellington de Nueva Zelanda, donde ganó la Liga Nacional en tres ocasiones, 1972, 1974 y 1980. Luego del título del 80, Turner abandonó el Mount Wellington y pasó por varios clubes sin jugar mucho en ninguno de ellos, hasta su regreso, en 1984 al University-Mount Wellington, donde jugó 40 partidos hasta su retiro del fútbol en 1985.

### Clubes
| Club                        | País          | Año         |
| --------------------------- | ------------- | ----------- |
| Mount Albert-Ponsonby       | Nueva Zelanda | 1966        |
| Eden Football Club          | Nueva Zelanda | 1967        |
| Chelsea Football Club       | Inglaterra    | 1968 - 1969 |
| Portsmouth Football Club    | Inglaterra    | 1969 - 1970 |
| Brentford Football Club     | Inglaterra    | 1970 - 1972 |
| University-Mount Wellington | Nueva Zelanda | 1972 - 1980 |
| Blacktown City              | Australia     | 1981        |
| Wollongong Wolves           | Australia     | 1981        |
| Gisborne City AFC           | Nueva Zelanda | 1982        |
| Papatoetoe AFC              | Nueva Zelanda | 1983        |
| University-Mount Wellington | Nueva Zelanda | 1984 - 1985 |

### Selección nacional
Jugó en total 59 partidos y marcó 21 goles representando a Nueva Zelanda. Como hecho más destacado jugó un partido de la Copa Mundial de España 1982 ante Brasil, que terminó en victoria 4-0 para los brasileños.